# Museo d’Arte Moderna di Bologna
Das Museo d’Arte Moderna di Bologna (auch bekannt unter dem Akronym MAMbo) ist ein Museum für moderne Kunst in Bologna. Es wurde 2007 eingeweiht und ist in dem historischen Gebäude der ehemaligen kommunalen Brotbäckerei, Forno del Pane,  untergebracht.

## Geschichte
Die Geschichte des MAMbo - Museo d’Arte Moderna di Bologna ist untrennbar mit der Galleria d’arte moderna di Bologna verbunden, der Institution, aus der das heutige Museum hervorgegangen ist und auf der die Grundlagen für die Forschung, das Design und die kulturelle Debatte beruhen, die sich bis heute fortgesetzt haben.

### Von der Schenkung an die Galerie
Im Jahr 1916 schenkte die Gräfin Nerina Armandi Avogli der Stadt Bologna eine repräsentative Villa im eleganten Stadtteil Saragozza, die Villa delle Rose, um dort eine „Galerie für moderne Kunst“ einzurichten. Die 1925 eröffnete Galerie, die vor allem Werke des 19. Jahrhunderts ausstellte, wandte sich später auf Betreiben des Direktors Guido Zucchini der Malerei des 20. Jahrhunderts zu.
Als sich die Kriegsfront Bologna näherte, wurden die Werke zwischen 1941 und 1946 eingelagert und die Villa wurde zunächst als Krankenhaus und später als militärischer Kommandoposten genutzt.
In der Nachkriegszeit wurden die Ausstellungen wieder aufgenommen und der neue Direktor Francesco Arcangeli, ein bekannter Vertreter der Bologneser Kultur, startete eine bedeutende Ankaufskampagne für zeitgenössische Kunst. 1969 beschloss der Stadtrat, die Galerie auf das im Bau befindliche Messegelände zu verlegen. Der Bau des neuen Sitzes der GAM begann 1970 nach einem Entwurf von Leone Pancaldi.

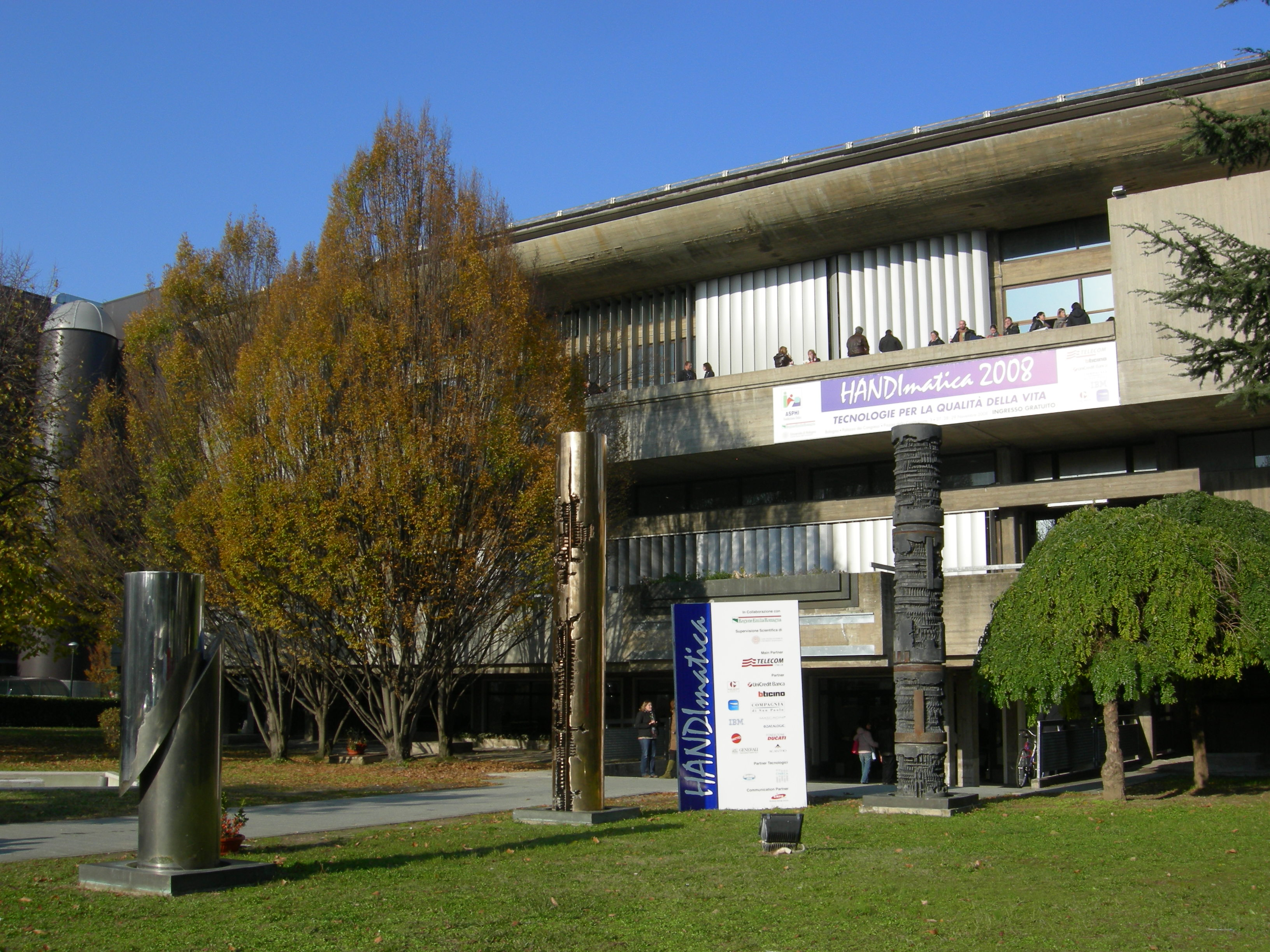
Das Gebäude der GAM im Messezentrum Bologna

### Standort im Messeviertel
1975 weiht die GAM ihren neuen Sitz an der Piazza della Costituzione im Fiera District ein. Das künstlerische Material der GAM wurde ständig erweitert, vor allem 1991, als die Schwester von Giorgio Morandi, Maria Teresa, der Stadt Bologna eine große Anzahl von Werken ihres Bruders schenkte, die zwei Jahre später in das neue Museo Morandi, den separaten Standort der GAM im Palazzo D’Accursio, überführt wurden. 1997 wurde innerhalb der Galerie der „Spazio Aperto“ eingerichtet, ein Raum für Experimente und junge Künstler.

### Gründung des MAMbo - Museo d'Arte Moderna di Bologna
Am 5. Mai 2007 wurden die neuen Räumlichkeiten in der Via Don Minzoni eingeweiht, nachdem ein großes Areal im Stadtteil Porto, das in „Manifattura delle Arti“ umbenannt wurde und das Museum für Moderne Kunst von Bologna (im ehemaligen Forno del Pane), die Abteilung für Musik und darstellende Künste (in der ehemaligen Tabakfabrik), das Filmarchiv (im ehemaligen Macello) und das Cassero (im ehemaligen Salara) umfasst, neu gestaltet worden war.
Nach dem Erdbeben von 2012 wurde auch das Museo Morandi im ehemaligen Forno del Pane untergebracht, in dem auch das MAMbo untergebracht ist, in Erwartung seiner Verlegung an einen bereits ausgewählten autonomen Standort im selben Viertel, nämlich in die Palazzina Magnani in der Via Azzo Gardino, die von der Stadtverwaltung 2020 zu diesem Zweck erworben wurde.
Seit dem 1. Januar 2013 vereint die neue Istituzione Bologna Musei alle städtischen Museen der Stadt. Die Istituzione gruppiert die Museumsstandorte der Stadt in sechs thematische Bereiche. Der Bereich Moderne und Zeitgenössische Kunst umfasst das MAMbo, das Museo Morandi, die Casa Morandi, das Museo per la Memoria di Ustica und den Ausstellungsort Villa delle Rose. Ursprünglich waren die Leitung der Istituzione Bologna Musei und die Leitung der Abteilung für moderne und zeitgenössische Kunst in einer Hand (Gianfranco Maraniello bis 2015, Laura Carlini Fanfogna von 2015 bis 2016), aber 2017 wurden die beiden Funktionen getrennt und die Leitung der Abteilung für moderne und zeitgenössische Kunst wurde nach einem öffentlichen Auswahlverfahren Lorenzo Balbi, dem derzeitigen Direktor des MAMbo, übertragen.
Seit Juli 2022 wird das Museum von der Settore Musei Civici Bologna verwaltet.

## Das Gebäude

### Von der Bäckerei zur späteren Nutzung
Ein erster Teil des Gebäudes wurde 1915 vom Bürgermeister von Bologna, Francesco Zanardi, als städtische Bäckerei errichtet, um die Versorgungsschwierigkeiten der Bevölkerung während des Ersten Weltkriegs zu lindern. In den 1940er Jahren wurde das Gebäude erweitert und beherbergte die Ente Autonomo dei Consumi bis zu ihrer endgültigen Schließung im Jahr 1958. Im Laufe der Jahre erfuhr das Gebäude verschiedene Umgestaltungen, bis es schließlich in ein Museum umgewandelt wurde.

### Das Umgestaltungsprojekt
In der zweiten Hälfte der 90er Jahre begann der Um- und Ausbau der ehemaligen Bäckerei zum neuen Sitz des MAMbo - Museo d'Arte Moderna di Bologna. Das Sanierungsprojekt wurde unter Berücksichtigung und Aufwertung der vorhandenen architektonischen Merkmale durchgeführt. Die Restaurierung wurde von der Stadt Bologna über die Gesellschaft Finanziaria Bologna Metropolitana in Zusammenarbeit mit dem Studio Arassociati aus Mailand durchgeführt, das ein Projekt von Aldo Rossi überarbeitete.

### Standort des MAMbo - Museum für moderne Kunst in Bologna
Nach der Restaurierung verteilt sich die ehemalige Bäckerei über drei Etagen. Der großzügige Eingangsbereich im Erdgeschoss beherbergt das Foyer und die Sala delle Ciminiere mit den originalen Kaminen der alten Bäckerei, die heute als Raum für Wechselausstellungen genutzt wird. Auf der gleichen Etage befinden sich die Bar/Restaurant und die Buchhandlung, die beide auch von der Außenveranda aus zugänglich sind. Im Erdgeschoss befinden sich die Bildungsabteilung und der Konferenzsaal, der auf der einen Seite unterirdisch liegt und auf der anderen Seite auf den Garten von Cavaticcio und die Manifattura delle Arti blickt. Im Zwischengeschoss befinden sich die Bibliothek für zeitgenössische Kunst und das Zentrum für Kulturerbe. Das gesamte erste Stockwerk ist den Ausstellungsräumen der ständigen Sammlung des MAMbo und des Morandi-Museums vorbehalten. In den anderen Stockwerken befinden sich die Büros, Lager und Servicebereiche des Museums. Von außen ist das MAMbo durch den Garten Cavaticcio mit dem Komplex der Manifattura delle Arti verbunden.

## Dauerausstellung
Die Sammlungen des MAMbo entstanden Ende des 18. Jahrhunderts dank der von der Accademia di Belle Arti und der Stadt verliehenen Preise und wurden im Laufe der Zeit durch Vermächtnisse, Schenkungen und Ankäufe erweitert. Seit der Eröffnung des MAMbo am 5. Mai 2007 bietet die Dauerausstellung dem Publikum eine Interpretation der italienischen Kunst anhand der Geschichte des GAM und der späteren Ankäufe von den 1950er Jahren bis zu den jüngsten Entwicklungen. Die Erweiterung der Sammlungen hat in den letzten Jahren dank der vom MIC organisierten Preise, wie Italian Council und Cantica21, einen bedeutenden Aufschwung erfahren, der es dem MAMbo ermöglicht hat, zahlreiche Werke bereits bekannter oder aufstrebender Künstler zu erwerben. Weitere Ergänzungen der in verschiedene Themenbereiche gegliederten Ausstellung werden durch Leihgaben von Privatpersonen ermöglicht.

## Ausstellungstätigkeit
Mit seiner intensiven Ausstellungstätigkeit erforscht das MAMbo die Gegenwart und trägt dazu bei, neue Wege in der Kunst zu beschreiten, indem es die innovativsten experimentellen Praktiken verfolgt. Die Sala delle Ciminiere im Erdgeschoss ist der ideale Ort, um die neue Generation italienischer und internationaler Künstler, experimentelle Medien und aufstrebende Namen, die noch nicht in Italien vertreten sind, zu entdecken. Alle Wechselausstellungen, große monografische und kollektive Ausstellungen von italienischen und internationalen Künstlern, werden unter dem Gesichtspunkt der Forschung und der Dialektik zwischen den Werken und dem Ausstellungskontext konzipiert. Der Projektraum in den Räumen der ständigen Sammlung beherbergt Schwerpunktausstellungen, die der künstlerischen Dynamik in Bologna und der Region gewidmet sind, sowie vertiefende Ausstellungen zu Themen der Sammlungen. Seit 2016 beherbergt der Außenbereich der Villa delle Rose neben Gruppen- und Einzelausstellungen, die in Zusammenarbeit mit ausländischen Institutionen organisiert werden, auch die Ausstellungen der Gewinner des ROSE-Residency-Projekts.